# Wantagh
Wantagh è un census-designated place degli Stati Uniti, nella contea di Nassau, nello Stato di New York.
Nel 2010 contava 18 871 residenti.